# Cinglis
Cinglis is een geslacht van vlinders van de familie spanners (Geometridae), uit de onderfamilie Sterrhinae.

## Soorten
- C. andalusiaria Wagner, 1935
- C. humifusaria (Eversmann, 1837)